# سفیدراه‌راه‌ها
سفیدراه‌راه‌ها (نام علمی: Kajikia) نام یک سرده از تیره نیزه‌ماهی است.

## گونه‌ها
- نیزه‌ماهی سفید (پوی، ۱۸۶۰)
- نیزه‌ماهی راه‌راه (فیلیپی، ۱۸۸۷)